# Valea Arsului
Valea Arsului – wieś w Rumunii, w okręgu Hunedoara, w gminie Crișcior. W 2011 roku liczyła 46 mieszkańców.